# Wasserkraftwerk Rannoch
Das Wasserkraftwerk Rannoch ist ein Wasserkraftwerk am Loch Rannoch in der schottischen Council Area Perth and Kinross. 2011 wurde das Bauwerk in die schottischen Denkmallisten in der höchsten Denkmalkategorie A aufgenommen.

## Geschichte
Die Installation eines Netzwerks aus Wasserkraftwerken entlang des River Tummel zählt zu den frühen Projekten in Schottland zur Energieerzeugung durch Wasserkraft nach Beendigung des Zweiten Weltkriegs. Einige private Kraftwerke wurden jedoch schon unabhängig davon vor Kriegsausbruch erbaut. Hierzu zählt neben dem Wasserkraftwerk Rannoch auch das Wasserkraftwerk Tummel. Das abschließende Wasserkraftwerk Pitlochry wurde 1950 fertiggestellt. Ungleich der in einem früheren Netzwerk in Argyll and Bute genutzten Laufwasserkraftwerke setzt das Netzwerk entlang des Tummel insbesondere auf die Aufstauung von Seen, zu denen auch Loch Rannoch zählt.
Das Wasserkraftwerk Rannoch entstand zwischen 1931 und 1933. Bei der Planung stand William Halcrow als Berater zur Verfügung. Balfour Beatty führte die Arbeiten aus.

## Beschreibung
Nordöstlich des Kraftwerks wird das Wasser verschiedener Gebirgsbäche mit dem Abfluss aus dem aufgestauten Loch Ericht zusammengeführt und über einen in Abschnitten unterirdisch geführten Kanal über mehrere Kilometer bis oberhalb des Kraftwerks geführt. Über Druckrohrleitungen mit einer Bruttofallhöhe von 156 Metern wird es dem Maschinenhaus zugeführt, in dem zwei Francis-Turbinen mit einer Gesamtleistung von 44.000 kW installiert sind. Das Wasser fließt in den Loch Rannoch ab.
Das Maschinenhaus ist schlicht neoklassizistisch ausgestaltet. Die südexponierte Hauptfassade des zweistöckigen Bauwerks ist vier Achsen weit. Schlichte Pilaster gliedern die Fassade vertikal. Die hohen Fenster des Erdgeschosses schließen mit flachen elliptischen Bögen mit angedeuteten Schlusssteinen. Unterhalb der Brücke über das abfließende Wasser ist das Untergeschoss sichtbar.

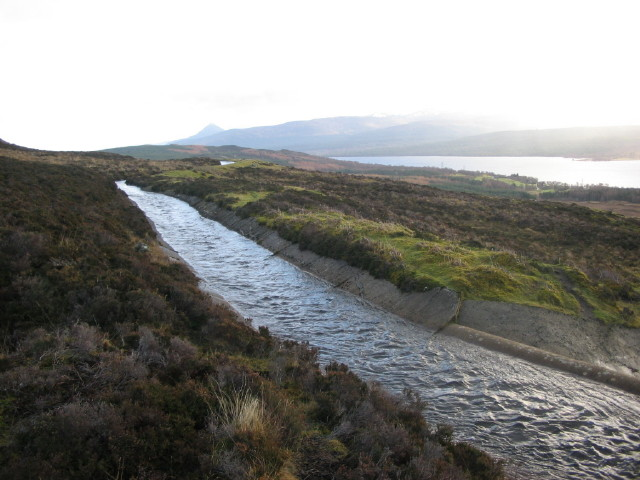
Kanal oberhalb des Kraftwerks
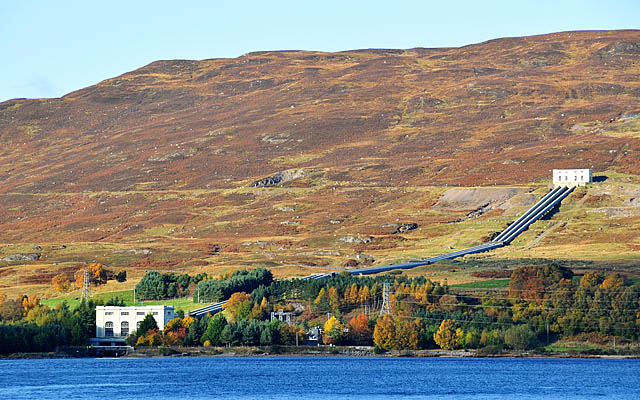
Gesamtansicht